# Melih Ağa
Melih Ağa (* 27. Juni 1993 in Sarıgöl) ist ein türkischer Fußballtorwart.

## Karriere
Ağa begann mit dem Vereinsfußball in der Jugend von Sarıgöl Gençlerbirliği Belediyespor und wechselte 2011 in den Nachwuchs des Zweitligisten Boluspor. Im Sommer 2013 erhielt er hier zwar einen Profivertrag, spielte aber weiterhin für die Nachwuchsmannschaften. Gegen Ende der Saison 2015/16 befand er sich immer öfter im Mannschaftsaufgebot der Ligaspiele. So gab er in der Pokalpartie vom 28. Januar 2016 gegen Büyükçekmece Tepecikspor gab er sein Profidebüt.
Im Sommer 2017 wechselte er zum Drittligisten Gümüşhanespor und im Januar 2019 weiter zu Eskişehirspor.